# Tabarre
Tabarre este o comună din arondismentul Port-au-Prince, departamentul Ouest, Haiti, cu o suprafață de 24,47 km2 și o populație de 118.477 locuitori (2009).